# .pl
.pl е интернет домейн за Полша. Въведен е през 1990 година, адиминистриран от NASK, учредител на Съвета на европейските национални домейни от първо ниво.

## История
Домейнът е създаден през 1990 година след сваляне на COCOM ембаргото върху технологичното сътрудничество с държавите от бившия Източен блок. Първият поддомейн е pwr.pl, принадлежащ на университета във Вроцлав. През 2003 година е разрешена регистрацията, съдържаща символи от латински, гръцки, кирилица, арабски и иврит.